# 霍普韋爾 (紐約州)
霍普韋爾（英語：Hopewell）是一個位於美國紐約州安大略縣的鎮。

## 人口
根據2020年美國人口普查的數據，霍普韋爾的面積為92.45平方千米，當中陸地面積為92.40平方千米，而水域面積為0.05平方千米。當地共有人口3931人，而人口密度為每平方千米43人。